# アル・コーザー
アル・コーザー (Al Kozar) として知られた、アルバート・ケネス・コーザー（Albert Kenneth Kozar、1921年7月5日 - 2007年9月6日）は、メジャーリーグベースボール (MLB) でプレイした、アメリカ合衆国の野球選手、二塁手。メジャーでの3年間で、ワシントン・セネタースとシカゴ・ホワイトソックスに所属した。
ペンシルベニア州マッキーズロックスに生まれたコーザーは、1941年にはアマチュアのフリーエージェントとして、ボストン・レッドソックスと契約した。コーザーは、レッドソックス傘下のマイナーリーグの諸チームでプレイしたが、アメリカ陸軍で兵役に就いたため、途中で3年間の中断があった。
1947年12月10日、コーザーは、リオン・カルバーソンとともに、スタン・スペンスと交換でワシントン・セネタースにトレードされた。コーザーは、セネターズの一員として、1948年4月19日にグリフィス・スタジアムでおこなわれたニューヨーク・ヤンキース戦でメジャーデビューを果たし、4打数1安打を記録した。コーザーはセネタースで1950年までプレイしたが、この年の5月31日に、エディ・ロビンソン、レイ・スカーボロとともに、ボブ・クザヴァ、キャス・マイケルズ、ジョニー・オストラフスキとの交換で、シカゴ・ホワイトソックスにトレードされた。その後もコーザーは、1954年までマイナーリーグでプレイし続け、2007年9月6日にフロリダ州パームビーチガーデンズで死去した。
MLBにおける通算成績は、打率 .254、本塁打 6本、打点 94点であった。